# Oligia repetita
Oligia repetita är en fjärilsart som beskrevs av Swinhoe. Oligia repetita ingår i släktet Oligia och familjen nattflyn. Inga underarter finns listade i Catalogue of Life.